# Cocos (Guam)
Otok Cocos (Chamorrski: Islan Dåno) nalazi se 1.6 km južno od Guama, smješten unutar koraljnog grebena Merizo, dio općine Merizo. Otok je nenaseljen, dug 1,600 metara, orijeniran u smjeru jugozapad-sjeveroistok, te širok između 200 m i 300 m. Površina mu je 386,303 m2. Otok čini jugozapadni rub koraljnog grebena Kokosove lagune.
Istočna obala otoka je dnevno odmaralište s bazenom, odbojkaškim igralištem, kafićem, slastičarnom, restoranom i barom te iznajmljivanjem opreme za vodene sportove. Posjetitelji odmarališta mogu roniti, voziti kajak, promatrati dupine, baviti se parasailingom, jet skijem i voziti biciklom. Zapadna strana je javno zemljište, dio sustava teritorijalnog parka. Trajekti voze za Merizo na Guamu.
Tijekom španjolske vladavine, otok je bio u vlasništvu don Ignacija Mendiole Dela Cruza (Tu'an). U kasnim 1920-ima, američka vlada je stekla dvije trećine otoka putem eminentne domene. Sredinom 1930-ih Don Ignacio je preostalu trećinu prodao poslovnom čovjeku po imenu Gottwald. Navigacijska stanica dugog dometa obalne straže izgrađena je i djelovala je na otoku Cocos od 1944. do 1963. godine. U kasnim 1980-im i ranim 1990-im, američka vlada vratila je veći dio otoka vladi Guama, koja ga je zatim pretvorila u park.
Vojni testovi na tlu s otoka Cocos krajem 2005. godine pokazali su razine kontaminacije polikloriranim bifenilima (PCB) 4900 puta više od federalno preporučene razine. Testovi na dvanaest vrsta riba u laguni pokazali su da sve osim jedne od tih vrsta imaju visoke razine PCB-a. Jedna je imala 265 puta veću razinu od prihvatljive. Kontaminacija je najvjerojatnije nastala od transformatora i druge električne opreme u postaji obalne straže, ali nije ranije mjerena.
Dužnosnici Agencije za zaštitu okoliša Guama, Odjela za javno zdravstvo i socijalne usluge Guama i Obalne straže objavili su svoja otkrića 20. veljače 2006. i upozorili ljude da ne jedu ribu ulovljenu u laguni. 
Otok Cocos jedno je od rijetkih mjesta na koje je ponovno uvedena ugroženagua.ska endemska ptica Hypotaenidia owstoni.
Dana 5. studenog 2020. Ministarstvo unutarnjih poslova SAD-a i Američki geološki institut objavili su da je zmija Boiga irregularis (eng. brown tree snake) pronađena na otoku Cocos. T je invazivna vrsta odgovorna za iskorjenjivanje mnogih vrsta divljih životinja porijeklom iz Guama, uključujući ptice i guštere. Pretpostavlja se da je stigla kao slijepi putnik u teretu, a prvi put je otkrivena 1950-ih. Svake godine uzrokuje milijune dolara štete, najviše na električnom sustavu jer se penje na stupove i tako kratko spaja žice.